# Đông Hòa, Châu Thành (Tiền Giang)
Đông Hòa là một xã thuộc huyện Châu Thành, tỉnh Tiền Giang, Việt Nam.

## Địa lý
Xã Đông Hòa có diện tích 7,59 km², dân số năm 2018 là 10.991 người, mật độ dân số đạt 1.448 người/km².

## Hành chính
Xã Đông Hòa được chia thành 8 ấp: Dầu, Đông A, Đông B, Nguơn, Tây B, Tân Trang, Thới, Trung. 